# عملیات عوبدا

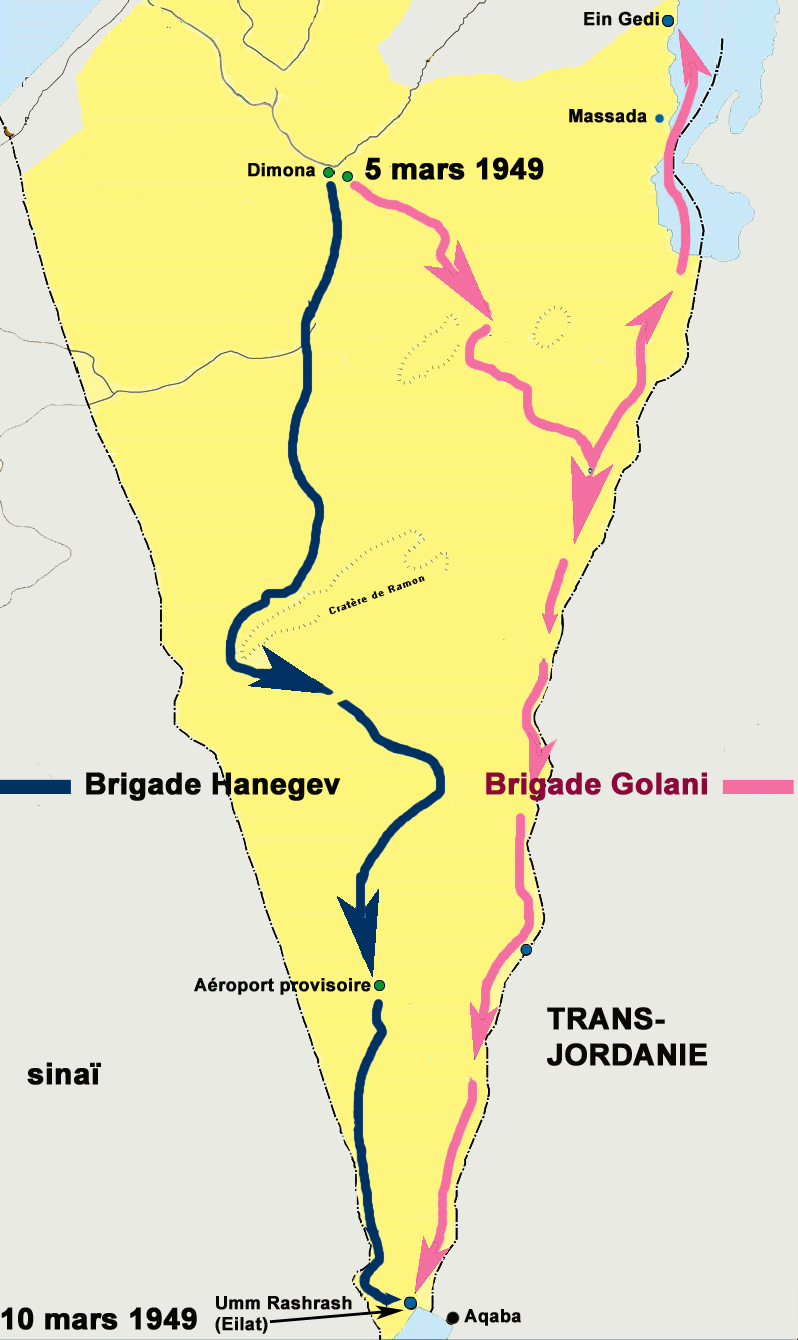
نمایی از طرح و نقشهٔ عملیات نظامی عوبدا (۱۹۴۹)

عملیات عوبدا (عبری: מבצע עובדה‎) عملیاتی است که توسط ارتش اسرائیل در جنگ ۱۹۴۸ ما بین ۵ مارس و ۱۰ مارس ۱۹۴۹ انجام داد. این عملیات آخرین عملیاتی بود که توسط نیروهای اسرائیلی در این جنگ انجام گرفت و هدف از آن اشغال جنوب صحرای نگب بود. این منطقه در آتش‌بس سال ۱۹۴۹ اردن ادعای مالکیت بر آن را داشت. این عملیات با مقاومت جدی از طرف اعراب مواجه نشد و بر منطقه تصرف شده نام «عوودا» نهاده شد.